# Nifon Criveanu
Nifon Criveanu (n. 20 februarie 1889, satul Slătioara, județul Romanați – d. 14 iunie 1970, București) a fost un cleric ortodox român, care a îndeplinit demnitățile arhiereu-vicar al Eparhiei Râmnicului - Noul Severin (1929-1933), episcop de Huși (30 noiembrie 1933 - 30 noiembrie 1939) și mitropolit al Olteniei (30 noiembrie 1939 - 20 aprilie 1945).